# SiS
SiS ili punim imenom Silicon Integrated Systems je tvrtka koja proizvodi kompjuterske chipsete od 1987. godine. Poznata je kao prozvođač chipseta za Xbox 360 konzolu.

## Povijest
Tvrtka SiS je osnovana 1987. godine na Tajvanu u Hsinchu. Tamo je tamošnja vlada osnovala 1980. godine kao znanstveno i industrijsko područje kao lokalnu verziju silikonske doline. U svom početnom razdoblju kompanija je proizvodila chipsete za Intel 80486 procesore i konkurentske proizvode AMD-a i Cyrixa.

### Socket 7(i Super Socket 7)
Izlaskom na tržište procesora Pentium II, Intel je ubrzo prestao s proizvodnjom chipseta za Socket 7 što je stvorilo tržišnu nišu koju iskorištavaju SiS i VIA svojim chipsetima za AMD K6 i Cyrix MII procesore. Chipseti koje izdaje SiS za ovaj socket su:
- SiS 5596
- SiS 5598
- SiS 530
- SiS 540

### Socket 370i Slot 1
Bez obzira na podršku za od Intela omraženi Socket 7, SiS dobiva od njega licencu za proizvodnju chipseta koji će biti rabljeni za Pentium II i Celeron procesore. Oni su:
- SiS 600/SiS 5595
- SiS 620/SiS 5595
- SiS 630/730 - s ugrađenom Direct X7 grafičkom karticom (1999)
- SiS 633
- SiS 635

### Socket 478
Prvobitno je Intel je dao dopuštenje samo tvrtkama Uli i SiS za proizvodnju chipsete za ovaj Pentium 4 socket:
- SiS 640 (IGP)
- SiS 645
- SiS 645DX
- SiS 648
- SiS 648FX
- SiS 650 (IGP)
- SiS 651 (IGP)
- SiS 652 (IGP)
- SiS 655
- SiS 655FX
- SiS 655TX
- SiS 661FX
- SiS 661GX
- SiS R658 (Rambus)

### Slot A
Na osnovu licence za AMD procesore SiS proizvodi ove chipsete:
- SiS 630/730
- SiS 733
- SiS 735
- SiS 740/SiS 961
- SiS 741/SiS 964
- SiS 745
- SiS 746

### Socket 775
Chipseti za procesore Pentium 4 i Core2Duo:
- SiS 649
- SiS 655 (AGP chipset)
- SiS 656
- SiS 661
- SiS 662 (IGP)
- SiS 671
- SiS 672

### Socket 940, 754
Chipseti za AMDove procesore Athlon 64 i Duron:
- SiS 755/SiS 964
- SiS 760/SiS 964

### Socket 939, AM2
Chipseti za AMDove procesore Athlon 64.
- SiS 756/SiS 965L

### Integrirane grafičke kartice
- SiS 6326
- SiS 300
- SiS 300
- SiS 305
- SiS 315
- SiS 320
- SiS 326
- SiS 330
- SiS 340
- SiS 360
- SiSM672FX
- SiS671
- SiS671FX
- SiS671DX
- SiSM671MX
- SiS968
- SiS 746FX
- SiS 748

## Sadašnjost
Slično kao i VIA SiS je pokušao krajem 20. stoljeća ući na tržište proizvođača procesora svojom kupovinom propale kompanije Rise Technology i njenog procesora mP6, ali taj pokušaj završava potpunim neuspjehom. 
Osim Xbox 360 danas se još SiS chipseti rabe u proizvodnji najjeftinijih laptopa tipa Končar Nela.(koji više nije u proizvodnji), Lenovo i dr., ali premda je zadnji novi chipset izdan 2007 godine., tvrtka je praktički otišla u povijest.